# Payton Pritchard
Payton Michael Pritchard (Tualatin, 28 de janeiro de 1998) é um jogador norte-americano de basquete profissional que atualmente joga no Boston Celtics da National Basketball Association (NBA).
Ele jogou basquete universitário na Universidade de Oregon e foi selecionado pelos Celtics como a 26ª escolha geral no Draft da NBA de 2020. Pritchard chegou às Finais da NBA com a equipe em 2022 e 2024, conquistando o título em 2024.

## Carreira no ensino médio
Pritchard ganhou quatro títulos estaduais consecutivos com a West Linn High School e ganhou o Jogador do Ano em 2014 e 2015, Jogador do Ano Classe 6A de Oregon e Jogador do Ano de Oregon em 2015. Ele teve uma média de 22 pontos e 5,8 assistências por jogo em seu terceira ano (2014-15) e 23,6 pontos, 6,8 assistências e 3,1 roubos de bola em seu último ano (2015-16).
Um recruta quatro estrelas no ranking da ESPN, ele se comprometeu com a Universidade de Oregon em agosto de 2015. Ele já havia se comprometido com a Universidade de Oklahoma, onde seu pai, Terry, jogou futebol americano.
Pritchard jogou com as várias futuras estrelas da NBA, Ben Simmons, Jaylen Brown e Jahlil Okafor, no Les Schwab Invitational ao longo de sua carreira no ensino médio.

## Carreira universitária
Em seu primeiro ano (2016-17), Pritchard fez 39 jogos pelos Ducks e teve médias de 7,4 pontos e 3,6 assistências. Oregon fez sua primeira aparição no Final Four desde o primeiro Torneio da NCAA de todos os tempos e Pritchard foi o único calouro a ser titular no Final Four daquele ano.
Em 25 de novembro de 2017, Pritchard marcou o recorde de pontos de sua carreira, 29 pontos, e oito assistências e seis rebotes na vitória por 84-79 sobre DePaul.
Pritchard foi titular em seu segundo ano (2017-18) e teve médias de 14,5 pontos, 4,8 assistências e 3,6 rebotes.
Em seu terceiro ano, Pritchard teve um começo decepcionante, mas acabou no final da temporada levando Oregon a uma improvável Final do Torneio da Pac 12 e alcançando o Sweet 16 do Torneio da NCAA. Ele teve médias de 12,9 pontos, 4,6 assistências e 3,9 rebotes e foi nomeado MVP do Torneio da Pac-12. Após a temporada, ele se declarou para o Draft da NBA 2019, mas decidiu retornar ao Oregon para sua última temporada.
Em seu último ano, Pritchard foi um dos melhores jogadores do basquete universitário. Em 30 de janeiro, Pritchard marcou 21 pontos em uma vitória por 77-72 contra Califórnia e se tornou o líder de assistências de todos os tempos de Oregon. Ele marcou 38 pontos, o recorde de sua carreira, na vitória por 73-72 contra Arizona em 22 de fevereiro. Nessa temporada, Pritchard teve médias de 20,5 pontos, 5,5 assistências e 4,3 rebotes e foi eleito o Jogador do Ano do Pac-12. Pritchard também foi uma seleção para o All-American e foi premiado com o Prêmio Bob Cousy como o melhor armador do país.

## Carreira profissional

### Boston Celtics (2020–Presente)
Pritchard foi selecionado pelo Boston Celtics como a 26ª escolha geral no Draft da NBA de 2020. Em 24 de novembro de 2020, o Boston Celtics assinou um contrato com Pritchard de quatro anos no valor de 10 milhões. Ele marcou 17 pontos em sua estreia profissional em um jogo de pré-temporada contra o Philadelphia 76ers em 15 de dezembro de 2020.
Devido a ausência de Kemba Walker, ele foi o quarto em tempo de jogo nos primeiros cinco jogos da temporada, atrás apenas de Jayson Tatum, Jaylen Brown e Marcus Smart. Em 4 de janeiro de 2021, Pritchard registrou 23 pontos, 8 assistências e 2 rebotes na vitória por 126-114 sobre o Toronto Raptors. Em 12 de janeiro de 2021, Pritchard foi titular pela primeira vez na NBA, mas teve um desempenho nada impressionante, marcando apenas 2 pontos em 28 minutos na derrota para o Detroit Pistons. Em meados de abril, ele marcou dois dígitos em seis dos sete jogos consecutivos, incluindo 28 pontos em um jogo contra o Oklahoma City Thunder em 27 de abril de 2021.
Pritchard ajudou os Celtics a chegar às Finais da NBA de 2022, onde foram derrotados em seis jogos pelo Golden State Warriors.
No último jogo da temporada de 2022-23, Pritchard anotou seu primeiro triplo-duplo da carreira ao anotar 30 pontos, 14 rebotes e 11 assistências contra o Atlanta Hawks.
Após a saída dos Celtics dos playoffs de 2023 e devido a minutos limitados, Pritchard solicitou uma troca da equipe. Em outubro de 2023, Celtics e Pritchard concordaram com uma extensão de contrato de quatro anos e US$ 30 milhões totalmente garantida antes do início da temporada.
Na temporada de 2023–24, Pritchard teve mais tempo de jogo, com média de 22,3 minutos, sendo o único jogador do elenco dos Celtics a disputar todas as 82 partidas da temporada regular. Em 12 de abril de 2024, Pritchard marcou um recorde de sua carreira com 32 pontos, além de registrar 11 assistências, três rebotes e um roubo de bola na vitória por 131–96 contra o Charlotte Hornets. Dois dias depois, contra o Washington Wizards, no último jogo da temporada regular, ele estabeleceu outro recorde da carreira com 38 pontos, além de registrar 12 assistências e nove rebotes na vitória por 132–122, tornando-se o segundo jogador da história dos Celtics a alcançar pelo menos 20 pontos e seis assistências no primeiro tempo em dois jogos consecutivos. Pritchard se juntou a John Havlicek, Larry Bird e Bob Cousy como os únicos jogadores da história da franquia a registrar dois duplos-duplos de 30 pontos e 10 assistências em jogos consecutivos.
Durante o Jogo 2 das Finais da NBA de 2024 contra o Dallas Mavericks, Pritchard acertou uma cesta de três pontos no estouro do cronômetro ao fim do terceiro quarto, na vitória dos Celtics por 105–98. No Jogo 5, ele fez um arremesso de meio de quadra no estouro do cronômetro ao fim do primeiro tempo, na vitória por 106–88, conquistando seu primeiro título da NBA. De acordo com a NBA, foi a cesta mais longa feita em um jogo das Finais da NBA desde 1997; uma gráfico da NBA indica a distância de 15,2 metros.

## Carreira na seleção nacional
Pritchard representou os EUA no Campeonato Mundial Fiba 3x3 Sub-18 de 2015, onde em sua melhor partida acertou 9 cestas de três pontos contra a Polônia. Ele marcou 12 pontos em 4 cestas de três pontos em 14 minutos como membro da Seleção Nacional dos EUA no Nike Hoop Summit de 2016.
Pritchard também foi convocada para a Seleção Americana para disputar a Campeonato Mundial de Basquetebol Sub-19 de 2017 no Egito. Pritchard teve médias de 9,0 pontos, 3,1 assistências e 2,9 rebotes ao ganhar a medalha de bronze e ser nomeado para o All-Star Five.

## Vida Pessoal
Pritchard se casou com sua namorada, a YouTuber Emma MacDonald, em agosto de 2024. A cerimônia foi conduzida por seu ex-companheiro de time dos Celtics, Blake Griffin.

## Estatísticas da carreira

### NBA

#### Temporada regular
| Ano      | Equipe   | PJ  | PT | MPJ  | AP   | 3P   | LL    | RT  | AS  | BR | TO | PPJ |
| -------- | -------- | --- | -- | ---- | ---- | ---- | ----- | --- | --- | -- | -- | --- |
| 2020–21  | Boston   | 66  | 4  | 19.2 | .440 | .411 | .889  | 2.4 | 1.8 | .6 | .1 | 7.7 |
| 2021–22  | Boston   | 71  | 2  | 14.1 | .429 | .412 | 1.000 | 1.9 | 2.0 | .4 | .1 | 6.2 |
| 2022–23  | Boston   | 48  | 3  | 13.4 | .412 | .364 | .750  | 1.8 | 1.3 | .3 | .2 | 5.6 |
| 2023–24  | Boston † | 82  | 5  | 22.3 | .468 | .385 | .821  | 3.2 | 3.4 | .5 | .1 | 9.6 |
| Carreira | Carreira | 267 | 14 | 17.2 | .437 | .392 | .865  | 2.3 | 2.1 | .4 | .1 | 7.2 |

#### Playoffs
| Ano      | Equipe   | PJ | PT | MPJ  | AP   | 3P   | LL    | RT  | AS  | BR | TO | PPJ |
| -------- | -------- | -- | -- | ---- | ---- | ---- | ----- | --- | --- | -- | -- | --- |
| 2021     | Boston   | 5  | 0  | 13.4 | .353 | .300 | 1.000 | 1.8 | 2.4 | .4 | .0 | 3.4 |
| 2022     | Boston   | 24 | 0  | 12.9 | .422 | .333 | .667  | 1.9 | 1.6 | .3 | .1 | 4.8 |
| 2023     | Boston   | 10 | 0  | 5.7  | .545 | .400 | .800  | .6  | 1.1 | .1 | .0 | 3.2 |
| 2024     | Boston † | 19 | 0  | 18.7 | .419 | .383 | .917  | 1.9 | 2.1 | .2 | .0 | 6.4 |
| Carreira | Carreira | 58 | 0  | 12.6 | .434 | .354 | .846  | 1.5 | 1.7 | .2 | .0 | 4.4 |

### Universitário
| Ano      | Equipe   | PJ  | PT  | MPJ  | AP   | 3P   | LL   | RT  | AS  | BR  | TO | PPJ  |
| -------- | -------- | --- | --- | ---- | ---- | ---- | ---- | --- | --- | --- | -- | ---- |
| 2016–17  | Oregon   | 39  | 35  | 28.3 | .393 | .350 | .730 | 3.4 | 3.6 | 1.2 | .1 | 7.4  |
| 2017–18  | Oregon   | 36  | 36  | 35.1 | .447 | .413 | .774 | 3.8 | 4.8 | 1.4 | .0 | 14.5 |
| 2018–19  | Oregon   | 38  | 38  | 35.5 | .418 | .328 | .838 | 3.9 | 4.6 | 1.8 | .1 | 12.9 |
| 2019–20  | Oregon   | 31  | 31  | 36.6 | .468 | .415 | .821 | 4.3 | 5.5 | 1.5 | .0 | 20.5 |
| Carreira | Carreira | 144 | 140 | 33.8 | .431 | .376 | .790 | 3.8 | 4.6 | 1.4 | .0 | 13.8 |

Fonte:

## Prêmios e Homenagens
NBA
- Campeão da NBA: 2024
- Sexto Homem do Ano: 2025[37]